# Salmo 17
El salmo 17  es, según la numeración hebrea, el decimoséptimo salmo del Libro de los salmos de la Biblia. Corresponde al salmo 16 según la numeración de la Biblia Septuaginta griega, empleada también en la Vulgata latina. Por este motivo, recogiendo la doble numeración, a este salmo también se le refiere como el salmo 17 (16).
Se trata de uno de los 41 salmos en el Libro Uno (de las cinco partes o "libros" dentro del libro de los Salmos). Se atribuye a David . En el sistema de numeración ligeramente diferente utilizado en las traducciones de la Biblia de la Septuaginta griega y la Vulgata latina , este salmo es el Salmo 16 .
Interpretación católica
Súplica confiada al Señor presentándole la propia inocencia

## Texto
La siguiente tabla muestra el texto en hebreo del Salmo con vocales, junto con el texto en griego koiné en la Septuaginta  y la traducción al inglés de la Versión King James. Hay que tener en cuenta que el significado puede diferir ligeramente entre estas versiones, ya que la Septuaginta y el Texto masorético provienen de diferentes tradiciones textuales.  Ambas traducciones son de dominio público. En la Septuaginta, este salmo se numera como Salmo 16.
| #  | Hebreo                                                                                                | Español | Griego |
| -- | --- | --- | --- |
| 1  | תְּפִלָּ֗ה לְדָ֫וִ֥ד שִׁמְעָ֤ה יְהֹוָ֨ה ׀ צֶ֗דֶק הַקְשִׁ֥יבָה רִנָּתִ֗י הַאֲזִ֥ינָה תְפִלָּתִ֑י בְּ֝לֹ֗א שִׂפְתֵ֥י מִרְמָֽה׃                                     | Oración de David. - Escucha, oh SEÑOR, mi clamor, presta oído a mi oración, que no salga de labios fingidos. | Προσευχὴ τοῦ Δαυΐδ. - ΕΙΣΑΚΟΥΣΟΝ, Κύριε, τῆς δικαιοσύνης μου, πρόσχες τῇ δεήσει μου, ἐνώτισαι τὴν προσευχήν μου οὐκ ἐν χείλεσι δολίοις.                                     |
| 2  | מִ֭לְּפָנֶיךָ מִשְׁפָּטִ֣י יֵצֵ֑א עֵ֝ינֶ֗יךָ תֶּחֱזֶ֥ינָה מֵישָׁרִֽים׃                                                                 | Que mi sentencia salga de tu presencia; que tus ojos contemplen las cosas iguales. | ἐκ προσώπου σου τὸ κρῖμά μου ἐξέλθοι, οἱ ὀφθαλμοί μου ἰδέτωσαν εὐθύτητας.                                                                                                   |
| 3  | בָּ֘חַ֤נְתָּ לִבִּ֨י ׀ פָּ֘קַ֤דְתָּ לַּ֗יְלָה צְרַפְתַּ֥נִי בַל־תִּמְצָ֑א זַ֝מֹּתִ֗י בַּל־יַעֲבׇר־פִּֽי׃                                                  | Has probado mi corazón; me has visitado en la noche; me has probado, y nada hallarás; estoy resuelto a que mi boca no prevarique.                                                                                               | ἐδοκίμασας τὴν καρδίαν μου, ἐπεσκέψω νυκτός· ἐπύρωσάς με, καὶ οὐχ εὑρέθη ἐν ἐμοὶ ἀδικία.                                                                                    |
| 4  | לִפְעֻלּ֣וֹת אָ֭דָם בִּדְבַ֣ר שְׂפָתֶ֑יךָ אֲנִ֥י שָׁ֝מַ֗רְתִּי אׇרְח֥וֹת פָּרִֽיץ׃                                                           | En cuanto a las obras de los hombres, por la palabra de tus labios me he guardado de las sendas del destructor. | ὅπως ἂν μὴ λαλήσῃ τὸ στόμα μου τὰ ἔργα τῶν ἀνθρώπων, διὰ τοὺς λόγους τῶν χειλέων σου ἐγὼ ἐφύλαξα ὁδοὺς σκληράς.                                                             |
| 5  | תָּמֹ֣ךְ אֲ֭שֻׁרַי בְּמַעְגְּלוֹתֶ֑יךָ בַּל־נָמ֥וֹטּוּ פְעָמָֽי׃                                                                     | Sostén mis pasos en tus sendas, que mis pasos no resbalen. | κατάρτισαι τὰ διαβήματά μου ἐν ταῖς τρίβοις σου, ἵνα μὴ σαλευθῶσι τὰ διαβήματά μου.                                                                                         |
| 6  | אֲנִֽי־קְרָאתִ֣יךָ כִֽי־תַעֲנֵ֣נִי אֵ֑ל הַֽט־אׇזְנְךָ֥ לִ֝֗י שְׁמַ֣ע אִמְרָתִֽי׃                                                          | Te he invocado, porque tú me oirás, oh Dios; inclina a mí tu oído, y escucha mi palabra. | ἐγὼ ἐκέκραξα, ὅτι ἐπήκουσάς μου, ὁ Θεός· κλῖνον τὸ οὖς σου ἐμοὶ καὶ εἰσάκουσον τῶν ῥημάτων μου.                                                                             |
| 7  | הַפְלֵ֣ה חֲ֭סָדֶיךָ מוֹשִׁ֣יעַ חוֹסִ֑ים מִ֝מִּתְקוֹמְמִ֗ים בִּֽימִינֶֽךָ׃                                                              | Muestra tu maravillosa misericordia, oh tú que salvas con tu diestra a los que en ti confían de los que se levantan contra ellos.                                                                                               | θαυμάστωσον τὰ ἐλέη σου, ὁ σῴζων τοὺς ἐλπίζοντας ἐπὶ σὲ ἐκ τῶν ἀνθεστηκότων τῇ δεξιᾷ σου.                                                                                   |
| 8  | שׇׁ֭מְרֵנִי כְּאִישׁ֣וֹן בַּת־עָ֑יִן בְּצֵ֥ל כְּ֝נָפֶ֗יךָ תַּסְתִּירֵֽנִי׃                                                                | Guárdame como a la niña de los ojos, escóndeme bajo la sombra de tus alas, | φύλαξόν με ὡς κόρην ὀφθαλμοῦ· ἐν σκέπῃ τῶν πτερύγων σου σκεπάσεις με |
| 9  | מִפְּנֵ֣י רְ֭שָׁעִים ז֣וּ שַׁדּ֑וּנִי אֹיְבַ֥י בְּ֝נֶ֗פֶשׁ יַקִּ֥יפוּ עָלָֽי׃                                                              | De los malvados que me oprimen, de mis enemigos mortales, que me acechan. | ἀπὸ προσώπου ἀσεβῶν τῶν ταλαιπωρησάντων με. οἱ ἐχθροί μου τὴν ψυχήν μου περιέσχον·                                                                                          |
| 10 | חֶלְבָּ֥מוֹ סָּגְר֑וּ פִּ֝֗ימוֹ דִּבְּר֥וּ בְגֵאֽוּת׃                                                                           | Se encierran en su propia grasa: con la boca hablan con orgullo. | τὸ στέαρ αὐτῶν συνέκλεισαν, τὸ στόμα αὐτῶν ἐλάλησεν ὑπερηφανίαν. |
| 11 | אַ֭שֻּׁרֵינוּ עַתָּ֣ה (סבבוני) [סְבָב֑וּנוּ] עֵינֵיהֶ֥ם יָ֝שִׁ֗יתוּ לִנְט֥וֹת בָּאָֽרֶץ׃                                                 | Ahora nos han rodeado en nuestros pasos: han puesto sus ojos inclinados a la tierra; | ἐκβαλόντες με νυνὶ περιεκύκλωσάν με, τοὺς ὀφθαλμοὺς αὐτῶν ἔθεντο ἐκκλῖναι ἐν τῇ γῇ.                                                                                         |
| 12 | דִּמְיֹנ֗וֹ כְּ֭אַרְיֵה יִכְס֣וֹף לִטְרֹ֑ף וְ֝כִכְפִ֗יר יֹשֵׁ֥ב בְּמִסְתָּרִֽים׃                                                            | Como un león ávido de su presa, y como un león joven al acecho en lugares secretos. | ὑπέλαβόν με ὡσεὶ λέων ἕτοιμος εἰς θήραν καὶ ὡσεὶ σκύμνος οἰκῶν ἐν ἀποκρύφοις.                                                                                               |
| 13 | קוּמָ֤ה יְהֹוָ֗ה קַדְּמָ֣ה פָ֭נָיו הַכְרִיעֵ֑הוּ פַּלְּטָ֥ה נַ֝פְשִׁ֗י מֵרָשָׁ֥ע חַרְבֶּֽךָ׃                                                      | Levántate, Yahveh, defráudalo, derríbalo: libra mi alma del impío, que es tu espada: | ἀνάστηθι, Κύριε, πρόφθασον αὐτοὺς καὶ ὑποσκέλισον αὐτούς, ῥῦσαι τὴν ψυχήν μου ἀπὸ ἀσεβοῦς, ρομφαίαν σου ἀπὸ ἐχθρῶν τῆς χειρός σου.                                          |
| 14 | מִ֥מְתִֽים־יָדְךָ֨ ׀ יְהֹוָ֡ה מִֽמְתִ֬ים מֵחֶ֗לֶד חֶלְקָ֥ם בַּֽחַיִּים֮ (וצפינך) [וּֽצְפוּנְךָ֮] תְּמַלֵּ֢א בִ֫טְנָ֥ם יִשְׂבְּע֥וּ בָנִ֑ים וְהִנִּ֥יחוּ יִ֝ת תְרָ֗ם לְעוֹלְלֵיהֶֽם׃ | De los hombres que son tu mano, oh Yahveh, de los hombres del mundo, que tienen su porción en esta vida, y cuyo vientre llenas con tu tesoro escondido: están llenos de hijos, y dejan el resto de su hacienda a sus criaturas. | Κύριε, ἀπὸ ὀλίγων ἀπὸ γῆς διαμέρισον αὐτοὺς ἐν τῇ ζωῇ αὐτῶν, καὶ τῶν κεκρυμμένων σου ἐπλήσθη ἡ γαστὴρ αὐτῶν, ἐχορτάσθησαν υἱῶν, καὶ ἀφῆκαν τὰ κατάλοιπα τοῖς νηπίοις αὐτῶν. |
| 15 | אֲנִ֗י בְּ֭צֶדֶק אֶחֱזֶ֣ה פָנֶ֑יךָ אֶשְׂבְּעָ֥ה בְ֝הָקִ֗יץ תְּמוּנָתֶֽךָ׃                                                                | En cuanto a mí, contemplaré tu rostro en justicia; me saciaré, cuando despierte, de tu semejanza. | ἐγὼ δὲ ἐν δικαιοσύνῃ ὀφθήσομαι τῷ προσώπῳ σου, χορτασθήσομαι ἐν τῷ ὀφθῆναί μοι τὴν δόξαν σου.                                                                               |

### Versión de la Biblia Vulgata Sixtina Clementina
Estas son las palabras del Salmo 17 versión de la Vulgata Sixtina Clementina ;
1. La oración de David. Oye, Señor, mi justicia; Atiende a mi súplica . Escucha mi oración, no de labios engañosos.
2. Sea mi justicia; deja que tus ojos vean la equidad.
3. Tú escudriñaste mi corazón y lo visitaste de noche; me probaste, y no fuiste hallada en mí iniquidad .
4. que mi boca no hable obras de hombres; por las palabras de tus labios he guardado los caminos difíciles.
5. Perfecciona mis pasos en tus sendas, para que mis pasos no se muevan.
6. Lloré, porque me escuchaste, oh Dios; Inclina a mí tu oído y escucha mis palabras.
7. Maravillosas tus misericordias, que salvas a los que en ti confían.
8. De la resistencia de tu diestra, guárdame como a la niña de tus ojos. Protégeme bajo la sombra de tus alas
9. del rostro de los impíos que me han afligido. Mis enemigos han rodeado mi alma;
10. Han cerrado su grosura; su boca ha hablado soberbia.
11. Me arrojaron, pero ahora me rodearon; ellos pusieron sus ojos a un lado al suelo.
12. Me tomaron como león listo para presa y como cachorro de león que habita en la espesura .

13 Levántate, oh SEÑOR; prepáralo y suplantalo; libra mi alma de los impíos; lanza la cara 
14 de tu mano. Señor, divídelos en su vida de los pocos de la tierra; su vientre está lleno de tus secretos. Están llenos de niños y dejaron a sus pequeños. 
15 Pero yo me presentaré delante de ti en justicia ; Estaré satisfecho cuando aparezca tu gloria .

## Esquema
El salmo se puede estructurar de la siguiente manera: 
1. Versículo 1f: introducción extendida: invocación de YHWH en solicitud y solicitud
2. Versículos 3-5: Afirmación de inocencia
3. Versículos 6–8: Decir peticiones y deseos basados en la inocencia
4. Versículos 9–12: la naturaleza malvada de los enemigos
5. Versículo 13f.: Solicitud y solicitud de venganza contra sus enemigos.
6. Versículo 15: solicitud y deseo para el poeta mismo

## Interpretación

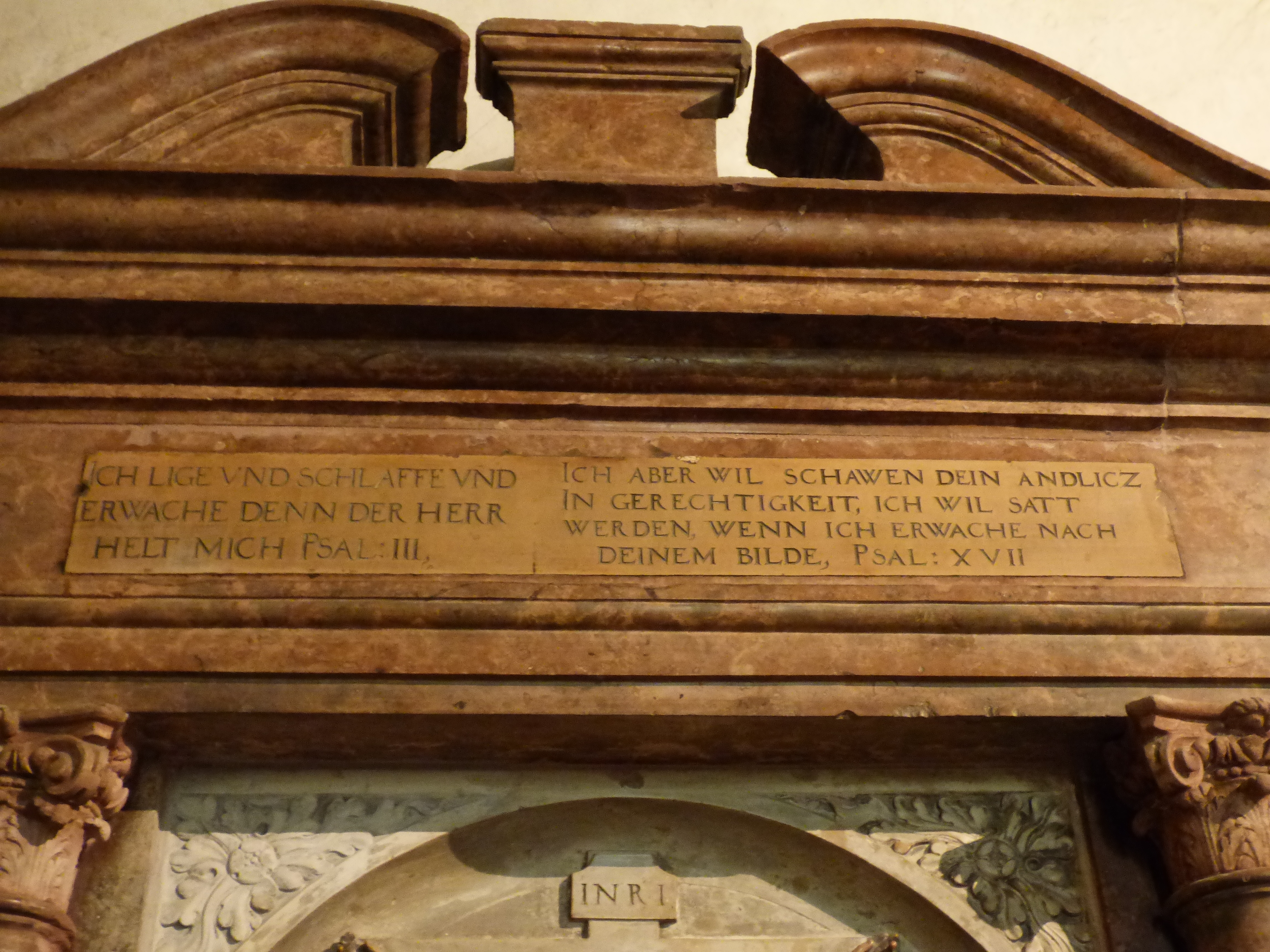
Salmo 17 versículo 15 junto con una pieza del Salmo 3 en la Michaelerkirche en Viena.

### De la Iglesia católica
Los motivos de confianza en Dios, ya afirmados en el salmo anterior (cf. Sal 16,1), se despliegan ahora con más detalle en el Salmo 17, que comparte con aquel varias expresiones y temas. Se retoman aquí tanto la inocencia del justo (cf. Sal 5,5-8; 7,4-6) como la maldad del impío (cf. Sal 7,3; 10,9), cuyo “lote” o “heredad” aparece contrastado en el versículo 14 con el del justo en Sal 16,5.
El salmo adquiere así el tono de una súplica confiada, propia de quien vive de acuerdo con la voluntad divina (vv. 4-5; cf. Sal 8). Su estructura se organiza en tres secciones, cada una de las cuales se abre con una invocación directa a Dios o al Señor. En la primera parte, el orante se presenta ante Dios como justo e íntegro (vv. 1-5); en la segunda, suplica amparo y protección, apelando a la fidelidad de Dios hacia los suyos (vv. 6-12); y en la tercera, pide una intervención divina para castigar al impío y salvar al fiel (vv. 13-15). El tema del justo encierra el salmo como un marco, apareciendo tanto al inicio como en el cierre (vv. 1 y 15).
La verdadera dicha que anhela el salmista —verse saciado con la presencia de Dios (v. 15)— es la misma que Jesús promete a los limpios de corazón (cf. Mt 5,8) y que el Apocalipsis presenta como la recompensa última: ver el rostro del Señor en la ciudad definitiva (Ap 22,4).

#### Comentario a los versículos 1-12
El salmista renueva su súplica a Dios, pidiendo ser librado de sus enemigos, con la seguridad de quien confía plenamente en el Señor. Recuerda cómo Dios cuidó a su pueblo en el desierto, protegiéndolo «como a la niña de sus ojos» (cf. Dt 32,10) y brindándole sombra frente al sol abrasador (cf. Nm 14,9). Ese mismo cuidado personal lo implora ahora para sí (v. 8), trazando un paralelo entre los peligros del desierto y la amenaza que representan sus enemigos.
La imagen de la “sombra” se transforma aquí en una poderosa metáfora de la protección divina, relacionada con el Templo. Bajo las alas extendidas de los querubines sobre el Arca de la Alianza —símbolo de la presencia de Dios en medio de su pueblo—, el salmista busca refugio (cf. 1 R 6,23-28; 8,6-7). Esta figura de las “alas” (v. 8), que evoca ternura, cercanía y cuidado maternal, será retomada por Jesús al lamentarse por Jerusalén, expresando con ella su amor rechazado: «¡Cuántas veces quise reunir a tus hijos como la gallina reúne a sus polluelos bajo las alas, y no quisiste!» (cf. Mt 23,37).
La tercera sección del salmo contiene una imprecación dirigida contra los enemigos, los mismos que fueron descritos al final de la parte anterior (vv. 10-12). El salmista, sin recurrir a la violencia, confía en que sea Dios quien actúe como juez, entregando a Él la ejecución del castigo (vv. 13-14a). En este contexto, contrasta el destino de los impíos —cuyo “lote” se limita a los bienes materiales y efímeros de esta vida (v. 14b)— con el propio, centrado en la esperanza de “ver el rostro” de Dios (v. 15).
La expresión final del salmo, «al despertar», puede interpretarse de dos modos: en sentido literal, como el despertar matutino (cf. Sal 3,6; 5,4), o en sentido simbólico, aludiendo al despertar de la muerte (cf. Dn 12,2; Is 26,19). En ambas lecturas, como en Sal 16,10, se expresa una convicción profunda: el verdadero bien del ser humano no se encuentra en los logros terrenales, sino en la comunión plena con Dios. Solo Él puede “saciar” el anhelo más profundo del justo, el deseo de contemplar su rostro y vivir en su presencia.

#### Comentario a los versículos 13-15
El último tramo del salmo presenta una imprecación contra los enemigos mencionados previamente (vv. 10-12). El autor entrega a Dios la responsabilidad del castigo, evitando así recurrir a la violencia por iniciativa propia (vv. 13-14a). A continuación, se establece un contraste entre el destino de los adversarios, limitado a la satisfacción de bienes materiales en esta vida (v. 14b), y el del justo, centrado en la contemplación del rostro divino (v. 15). La expresión final, «al despertar…», puede interpretarse de forma literal —refiriéndose al inicio del nuevo día, — o simbólica —como una alusión al despertar tras la muerte. En ambas lecturas se afirma que el bien último del ser humano supera lo material y se encuentra en la comunión plena con Dios pues sólo Éste puede «saciarle», porque 

la razón más alta de la dignidad humana consiste en la vocación del hombre a la comunión con Dios. El hombre es invitado al diálogo con Dios desde su nacimiento; pues no existe sino porque, creado por Dios por amor, es conservado siempre por amor; y no vive plenamente según la verdad si no reconoce libremente aquel amor y se entrega a su Creador.

### El versículo 15b
El despertar mencionado en el versículo final "Pero [...] estaré saturado cuando me despierte, con tu foto" ( Elberfelder ) causó problemas para la investigación y fue interpretado de manera diferente: 
- Heinrich Georg August Ewald y Bernhard Duhm y otros sugieren despertarse por la mañana, lo que significa que el salmo debe entenderse como una canción de la tarde.
- Rudolf Kittel interpreta el despertar como la resurrección, ya que dormir en el Antiguo Testamento a menudo simboliza la muerte .
- Friedrich Baethgen y Emil Kautzsch ven esto como un despertar de la debilidad de Israel.
- Hans von Koessler ve la posición como "corrupta", lo que significa que se ha dejado sin sentido por el procesamiento posterior.

## Análisis

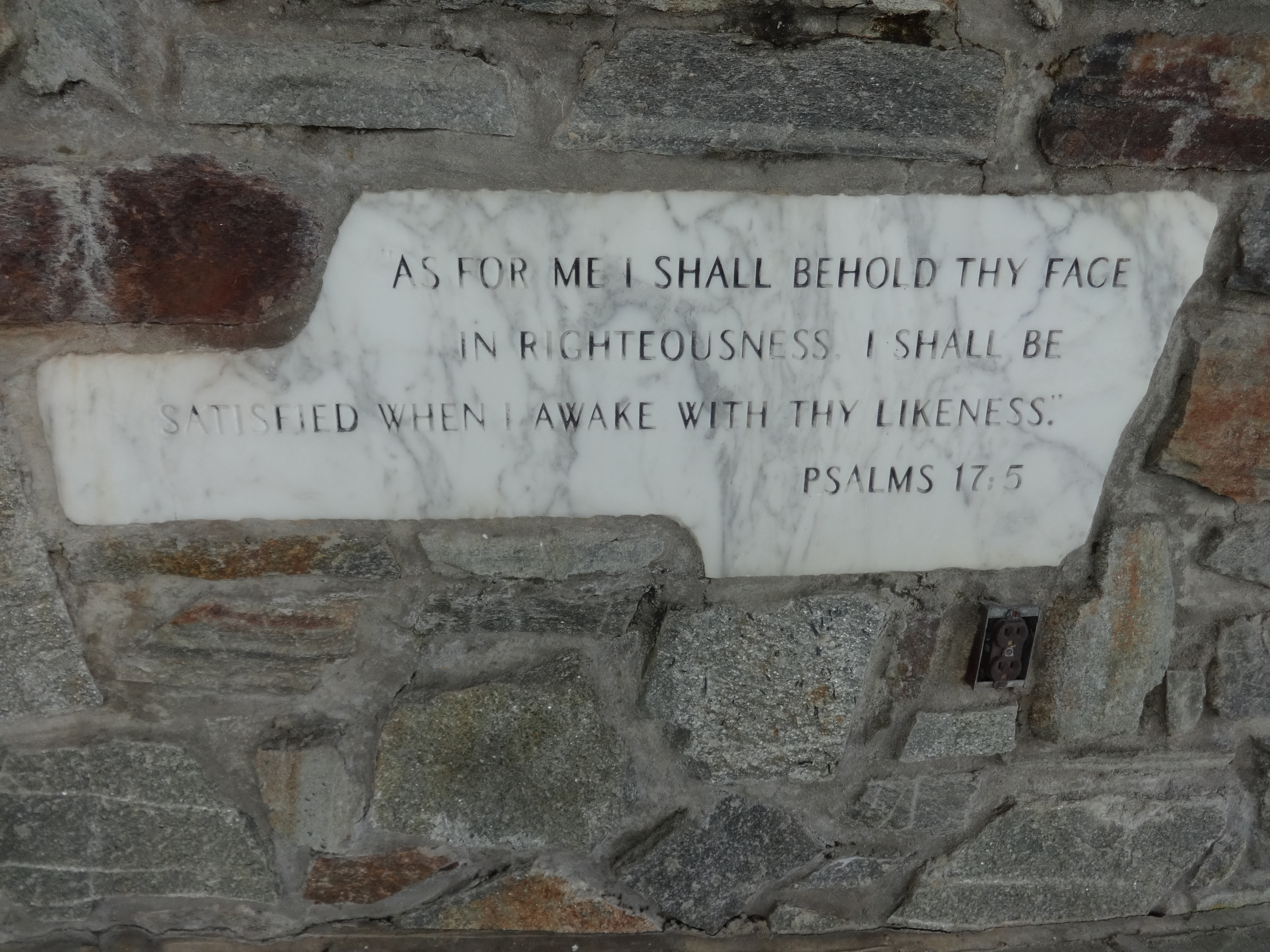
Salmo 17 versículo 5 en un cementerio en Maryland

Charles Augustus Briggs y Emilie Grace Briggs resumen este salmo de la siguiente manera: el Salmo 17 es una oración por la interposición divina en nombre de los justos (v. 1-7). El salmista ha sido probado por Dios en mente y conducta y aprobado (v . 3-4a); ha mantenido los caminos divinos y ha evitado los actos malvados (v. 4b-5), por lo tanto invoca a Dios con confianza (v. 6a). Ora nuevamente para que su Salvador pueda mostrar amabilidad y mantenerlo como el pupila del ojo (v. 6b-8a); para que pueda protegerse de sus enemigos codiciosos y arrogantes (v. 8b-10), que lo rodean para atacarlo (v. 11-12). Nuevamente ora por interposición divina y liberación por el asesinato de los malvados (v. 13-14a); esa pena puede ser visitada en ellos a la tercera generación, pero que él mismo pueda disfrutar de la presencia divina (v. 14b-15) ".
Charles Augustus Briggs y Emilie Grace Briggs creían que el Salmo 17 había sido escrito en el período  del Imperio Persa, después de Zorobabel pero antes de las reformas de Esdras, posiblemente por el mismo autor que el Salmo 16.

## Usos

### Judaísmo
- El versículo 2 se encuentra en la repetición de la Amidá durante Rosh Hashaná.[11]
- El versículo 8 es parte de las oraciones del Shemá Israel .[12]

### Iglesia católica
Este salmo se reza en la Liturgia de las horas en la hora media del miércoles de la primera semana. Para facilitar la comprensión se le asigna a cada salmo un título en rojo (rúbrica) que no forma parte del salmo. El título del Salmo 17 es Dios, esperanza del inocente perseguido.

### Calvinismo
Juan Calvino , un partidario de la teología cristiana de la Reforma , describió el tema del Salmo de la siguiente manera:
Este salmo contiene una triste queja sobre el cruel orgullo del enemigo . Entonces David testifica que, contrariamente a sus méritos, fue hostigado de manera tan inhumana, porque no les había dado ninguna excusa para su ira. Al mismo tiempo, implora a Dios que sea el vengador, para que pueda ser librado de su mano. Pero aunque la inscripción indica que no hay tiempo, es probable que David se queje aquí de Saúl y sus seguidores. 